# Revija za sociologiju
Revija za sociologiju je znanstveni časopis koji objavljuje znanstvene i stručne radove iz područja sociologije i drugih društvenih znanosti. Izdaje ga Hrvatsko sociološko društvo od 1971. godine. Časopis izlazi četiri puta godišnje.

## Glavni urednici
- dr. sc. Jadranka Čačić Kumpes (2010.)
- dr. sc. Jasminka Lažnjak (2007. – danas)
- dr. sc. Jelena Zlatković Winter (1997. – 2006.)

## Vanjske poveznice
- Revija za sociologiju
- Revija za sociologiju na "Hrčku"